# Attainville
Attainville este o comună franceză, situată în departamentul Val-d'Oise, în regiunea Île-de-France.

## Geografie

### Comune limitrofe
| Maffliers         | Villaines-sous-Bois | Villiers-le-Sec |
| Baillet-en-France |                     | Le Mesnil-Aubry |
| Moisselles        |                     | Ézanville       |

### Climă
În 2010, clima comunei este de tipul climatului oceanic degradat al câmpiilor din Centru și Nord, conform unui studiu al Centrului Național de Cercetare Științifică (CNRS) pe baza unui set de date care acoperă perioada 1971-2000 bazat pe o serie de date din perioada 1971-2000. În 2020, Météo-France a publicat o tipologie a climatului pentru Franța metropolitană, în care comuna este expusă unui climat oceanic și se află în regiunea climatică Sud-vest a bazinului Parisian, caracterizată printr-o ploaie redusă, în special primăvara (120-150 mm) și un iarnă rece (3,5 °C).
Pentru perioada 1971-2000, temperatura anuală medie este de 11,2 °C, cu o amplitudine termică anuală de 14,7 °C. Cumulul anual mediu de precipitații este de 684 mm, cu 11 zile de precipitații în ianuarie și 7,9 zile în iulie. Pentru perioada 1991-2020, temperatura medie anuală observată la stația meteorologică Météo-France cea mai apropiată, situată în comuna Bonneuil-en-France la 11 km distanță, este de 12,1 °C, iar cumulul anual mediu de precipitații este de 616,3 mm.
Parametrii climatici ai comunei au fost estimați pentru mijlocul secolului (2041-2070) conform diferitelor scenarii de emisie de gaze cu efect de seră, bazate pe noile proiecții climatice de referință DRIAS-2020. Aceștia pot fi consultați pe un site dedicat publicat de Météo-France în noiembrie 2022.

## Urbanism

### Tipologie
La 1 ianuarie 2024, Attainville este clasificată ca făcând parte din centura urbană, conform noii grile comunale de densitate cu șapte niveluri definită de INSEE (Institutul Național de Statistică și Studii Economice) în 2022. Localitatea este situată în afara unității urbane. De asemenea, comuna face parte din zona metropolitană a Parisului, fiind o comună din coroană.. Această zonă cuprinde 1.929 de comune.

## Toponimie
Attini villa, Atenvilla, Attivilla, Atenville în 1194, Atainville în 1204. Attenvillam (1125), Atheinvilla, Atteinvillam, Atenvilla, apoi Atteinville din 1750 până în secolul al XIX-lea, apoi Attainville.
Numele Attainville este probabil o evoluție a aglomerării antroponimului celt sau galo-roman, sau germanic Athein (masculin) sau Adda (feminin), cu cuvântul latin villa, domeniu.

## Istorie
În Antichitate, pe teritoriul său erau prezente patru așezări galo-romane, dintre care două erau exploatații agricole. Numele Attenvilla este menționat în secolul al XII-lea, fiind atunci o parohie aparținând puternicei abații Saint-Denis. Senioria a trecut sub suzeranitatea Montmorency din 1292 până la Revoluție.

## Populația și societatea

### Date demografice
Evoluția numărului de locuitori este cunoscută prin recensămintele populației efectuate în comună începând din 1793. Pentru comunele cu mai puțin de 10 000 de locuitori, un recensământ al întregii populații este realizat la fiecare cinci ani, populațiile legale pentru anii intermediari fiind estimate prin interpolare sau extrapolare.
În 2022, comuna număra 1 834 locuitori, în creștere cu +5,95 % față de 2016 (Val-d'Oise: +4 %, Franța fără Mayotte: +2,11 %).
| An        | 1793 | 1821 | 1841 | 1856 | 1876 | 1886 | 1901 | 1921 | 1936 | 1962 | 1982 | 2006  | 2014  | 2022  |
| --------- | ---- | ---- | ---- | ---- | ---- | ---- | ---- | ---- | ---- | ---- | ---- | ----- | ----- | ----- |
| Populație | 364  | 314  | 412  | 372  | 342  | 350  | 355  | 381  | 431  | 455  | 589  | 1 808 | 1 788 | 1 834 |

## Cultură locală și patrimoniu

### Locuri și monumente

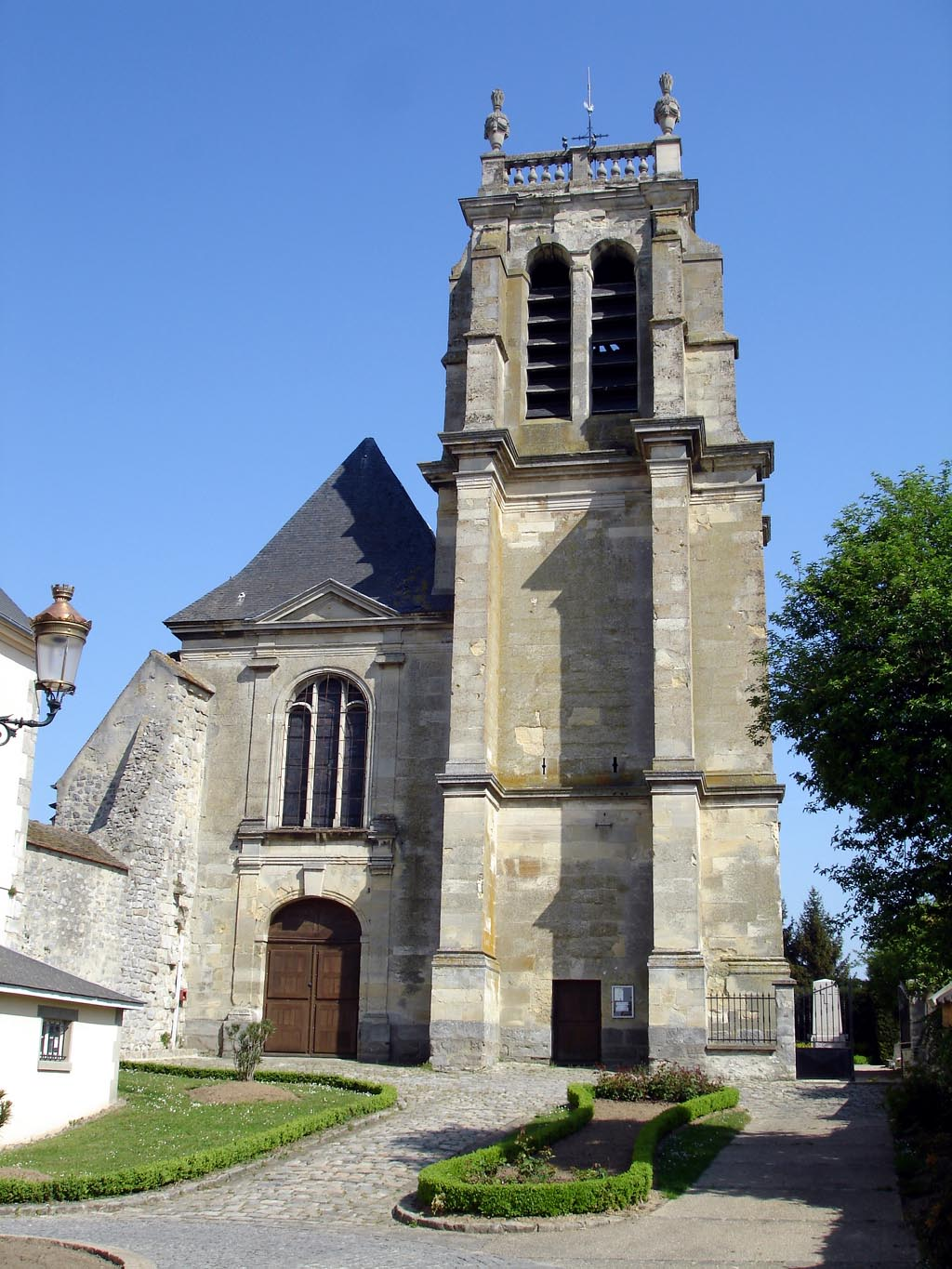
Fațada vestică a bisericii Saint-Martin.

Biserica Saint-Martin, clasificată monument istoric prin decret din 11 decembrie 1912, este situată pe passage de l'Église. În stil renascentist, a fost construită între 1570 și 1576 sub conducerea maistrului zidar Nicolas de Saint-Michel, dar nu era complet terminată la consacrarea sa din 9 septembrie 1576. Clopotnița a fost finalizată abia în secolul al XVII-lea, iar nava a trebuit să fie reconstruită sub Restaurație. Edificiul este compus dintr-o navă centrală oarbă cu cinci travee; un cor poligonal cu o singură travee; clopotnița ridicându-se la sud de prima travee a navei; un culoar lateral sudic cu patru travee; și un culoar lateral nordic pe toată lungimea navei, dar cu o lățime variabilă și redusă. Acoperișul nu are fronton. Partea centrală a fațadei vestice, de fapt orientată spre sud-nord-vest, este surmontată de un mic fronton triunghiular și este organizată pe două niveluri, ambele flancate de pilaștri cu o factură simplă. Portalul în arc semicircular este surmontat de o vitrină mare, de asemenea în arc semicircular, la fel ca și ferestrele culoarului lateral sudic și ale corului. Contraforturile culoarelor laterale sunt încununate de capriori. Cât despre clopotniță, aceasta se termină cu balustrade, fără acoperiș vizibil, iar cele patru colțuri sunt ornate cu vaze cu flori stilizate.